# 国際超電導産業技術研究センター
公益財団法人 国際超電導産業技術研究センター（こくさいちょうでんどうさんぎょうぎじゅつけんきゅうセンター、英文名称：International Superconductivity Technology Center、略称：ISTEC）は、かつて存在した超伝導の実用化に向けた研究開発を行う日本の研究所である。

## 概要
1988年に超伝導の実用化のために設立され、神奈川県川崎市高津区のかながわサイエンスパークと横浜市港北区の超電導工学研究所日吉研究所を拠点にしていた。
2015年まで国際超電導シンポジウムを主催していたが、主要会員である電力会社の経営状況が厳しさを増す中、2016年6月に解散することになった。各主要機能は、産業技術総合研究所、新設の超電導センシング技術研究組合、日本電線工業会に移管される。
2016年2月に高温超電導量子干渉素子の開発とそれを利用したシステム開発部門の後継となる超電導センシング技術研究組合 (SUSTERA) が設立された。日本の超電導技術を世界一の座に押し上げ、その成果を世界に発信するのに大きな役割を果たしてきた。

## 研究内容
超伝導の実用化に向けた研究開発
名古屋研究所（名古屋市熱田区）では、Y系高温超電導薄膜の作成並びに送電用電線などの実用化を研究目標として実験していたが、失敗に終わった（当時の研究者は大学へ移籍し、基礎研究を続けている）。名古屋研究所では、研究員補佐は大学の修士課程または博士課程の学生が深夜まで実験補佐を行っており、補佐手当や交通費手当は支払れない無給状態であった。

## 超電導工学研究所
国際超電導産業技術研究センターの下部組織で、超伝導を応用した超電導量子干渉素子 (SQUID) を研究開発していた。

## 沿革
- 1988年 財団法人 国際超電導産業技術研究センター 開所[2]
- 2012年 公益財団法人 国際超電導産業技術研究センターに移行[2]
- 2013年 本所を神奈川県川崎市高津区坂戸かながわサイエンスパーク (KSP) に移転、物性・デバイス研究部を横浜市港北区箕輪町に移転[2]
- 2016年 公益財団法人 国際超電導産業技術研究センター超電導工学研究所 物性・デバイス研究部を超電導センシング技術研究組合として独立、開所[2]